# Andrés Rodríguez Barbeito
Andrés Rodríguez Barbeito (Vigo, 26 de mayo de 1898 - Buenos Aires, 1968) fue un periodista, diplomático y político gallego.

## Trayectoria
Siendo niño sus padres emigraron a Buenos Aires, donde comenzó su actividad periodística y política. Colaboró en Correo de Galicia y Céltiga, especializándose en información deportiva y dirigió Hogar Gallego (1922). En 1920 inició en la masonería. En 1926 regresó a Galicia y se instaló en Vigo, donde fundó en 1927 el diario deportivo Sprint y colaboró en Faro de Vigo utilizando el seudónimo Amadiós. En septiembre de 1929 volvió a Buenos Aires. Al proclamarse la Segunda República se instaló en Madrid, donde trabajó en los diarios Crisol e Luz (entre julio de 1931 y abril de 1933) y fue redactor-correspondiente de Avance de Oviedo desde noviembre de 1931. Se afilió a la Agrupación Socialista de Madrid y se hizo miembro del Sindicato de Periodistas de la UGT. Perteneció a la Asociación de la Prensa de Madrid desde 1934, año en el que fue detenido por su participación en la huelga general revolucionaria de 1934. Cuando se fundó Claridad se incorporó a su Consejo de Redacción. Durante la guerra civil fue secretario particular del Presidente del Gobierno Francisco Largo Caballero desde septiembre de 1936 a enero de 1937 cuando fue nombrado por Julio Álvarez del Vayo, cónsul de España en Santos (Brasil). Allí trabajó a favor de la República Española, por lo que se enfrentó con el régimen dictatorial del Presidente Vargas y con la colonia franquista española. En octubre de 1937 fue nombrado vicecónsul en São Paulo y en noviembre de ese año fue detenido y finalmente expulsado de Brasil, trasladándose a Panamá. Al acabar la guerra civil estuvo exiliado en Nueva York, donde trabajó en España Libre y en la emisora de radio Voz de América. De Nueva York pasó por México camino de Guatemala y en marzo de 1945 regresó a México. En 1953 se trasladó a Buenos Aires, donde colaboró en las publicaciones España Republicana y Opinión Gallega y participó en los programas de radio España eterna (Radio Libertad), Galicia en el aire y Postales gallegas.